# آبنسبرگ

نشان شهر آبنزبرگ آلمان

آبنسبرگ (به آلمانی: Abensberg) شهری است در ایالت بایرن آلمان.

## نگارخانه

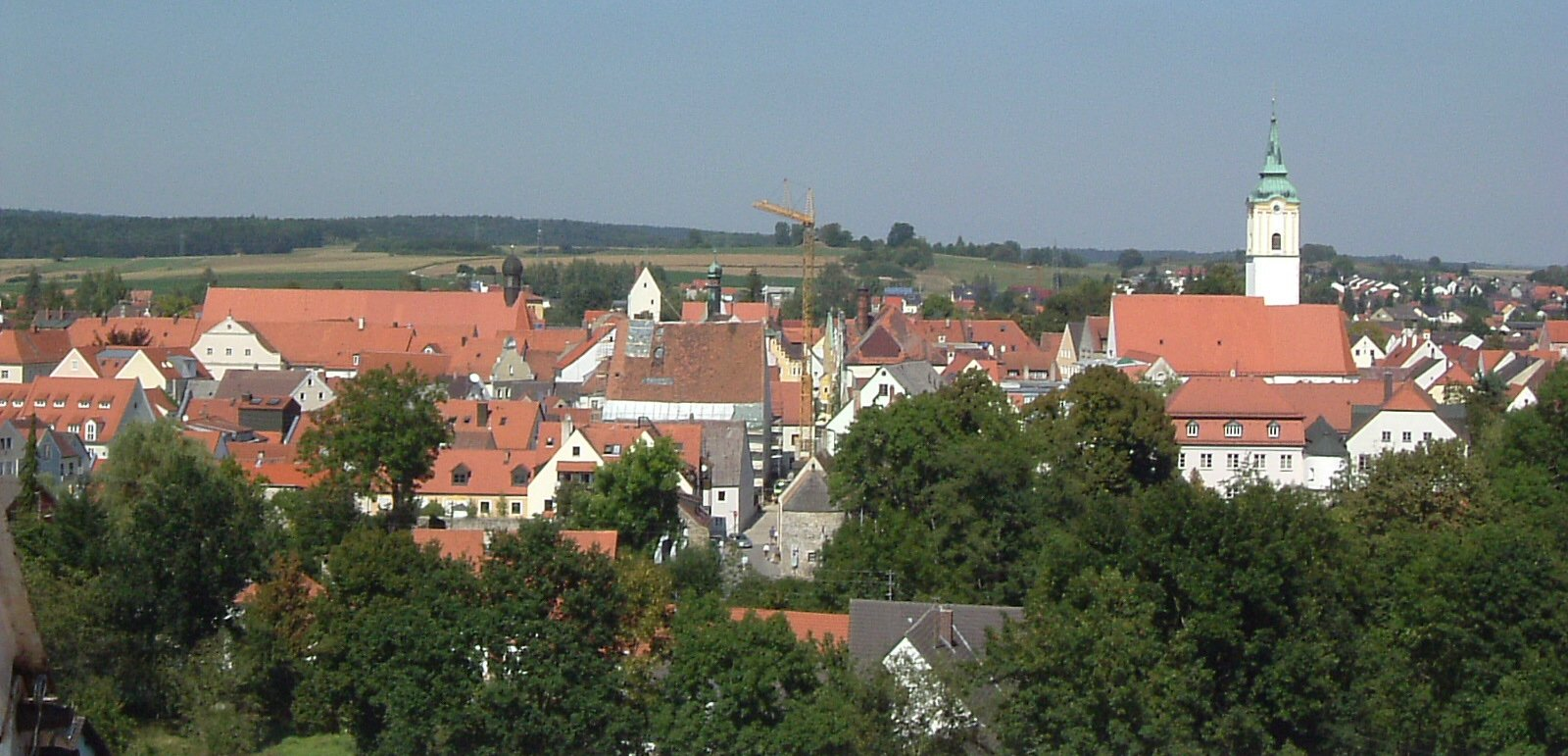
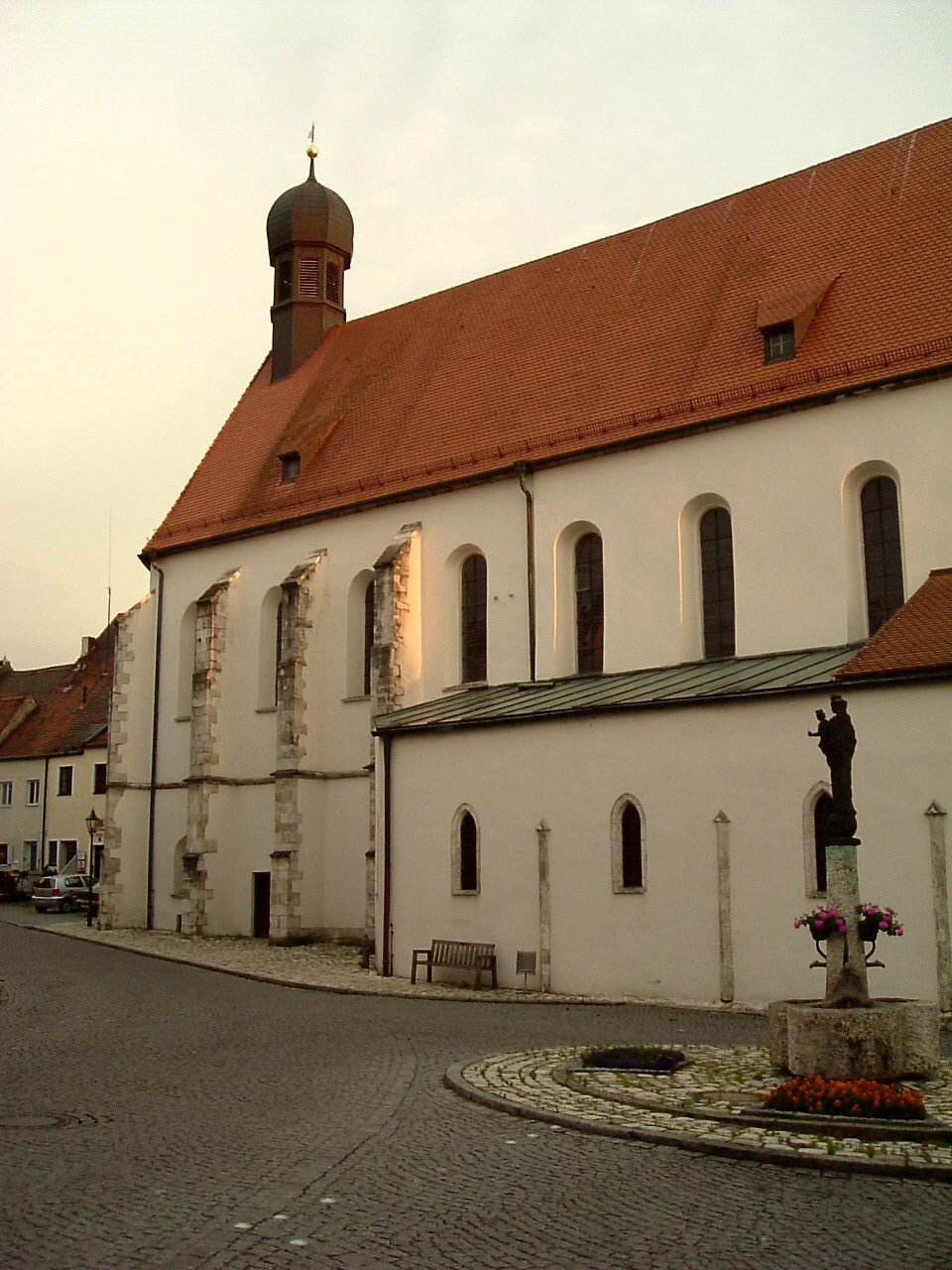
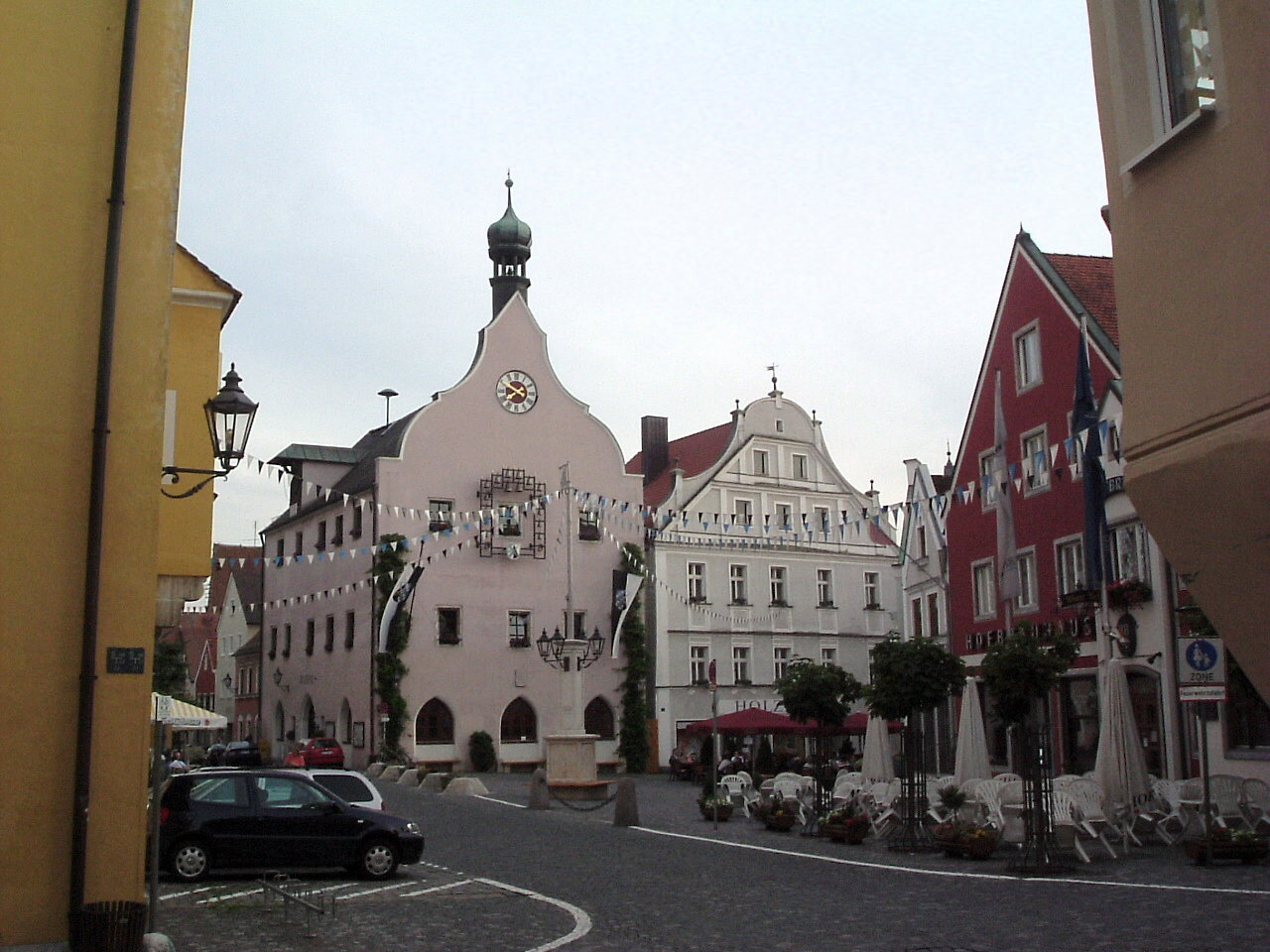
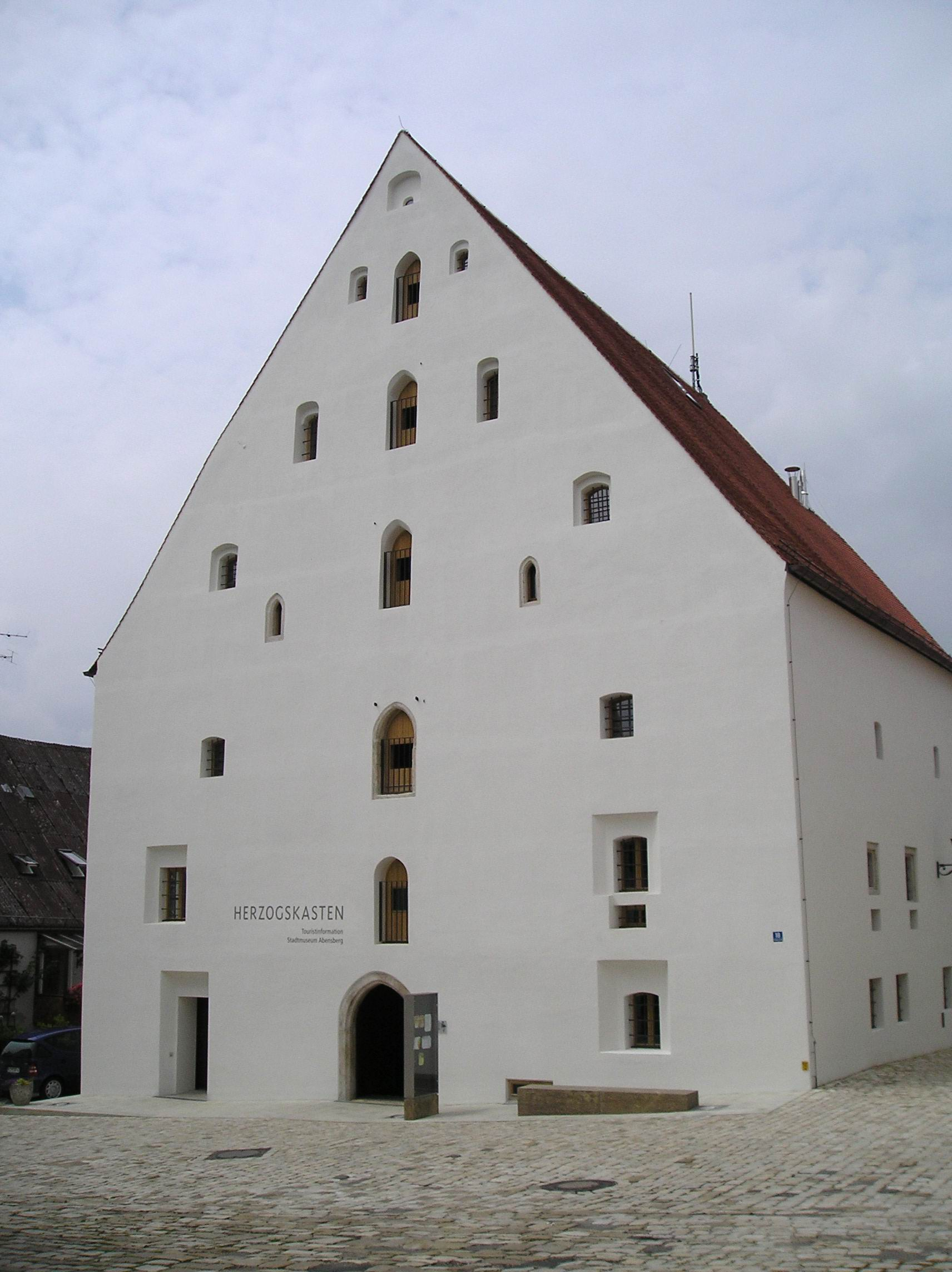